# そらる
そらる（1988年11月3日 - ）は、日本の男性歌い手、シンガーソングライター。バーチャルYouTuber事務所Neo-Porteの運営メンバー。まふまふとのユニット「After the Rain」としても活動している。

## 概要
2008年よりニコニコ動画にて歌ってみた動画の投稿を始め、2015年からYouTubeへの投稿も開始。動画投稿のほか、CDのリリース、ライブ活動、ゲーム配信などの活動を行う。2016年、友人のそらるインフォと共にチエリコチカ株式会社を設立。同社にサポートアーティストとして所属し、自身の活動におけるマネジメント・プロデュース業務を一任する。2021年、プロゲーミングチームのCrazy Raccoon、バーチャルYouTuberの渋谷ハル、歌い手・作曲家のまふまふらと共に、バーチャルYouTuber事務所「Neo-Porte（ネオポルテ）」を立ち上げ、運営として音楽面などのサポートを担当。
名前の由来は、空を眺めるのが好きなことから。また、活動以前、mixiに「空太郎」という名前で登録しており、活動を始める際に、性別がわかりにくい名前にしたいと思ったため。イントネーションはキリンと同じ。後に、「そ↑らる」でも「そ↓らる」でもどちらでも良いと発言した。
代表作は、テレビアニメ『ゴブリンスレイヤー』のエンディングテーマ『銀の祈誓』、テレビドラマ『ゆうべはお楽しみでしたね』のオープニングテーマ『ユーリカ』、『映画 賭ケグルイ』の主題歌『アイフェイクミー』など。また、After the Rainとしてはテレビアニメ『ポケットモンスター』のオープニングテーマ『1・2・3』を担当した。
動画の総再生回数は約5億回。Twitterのアカウントのフォロワー数は162万人。YouTubeのチャンネル登録者数は122万人。LINE公式アカウントの登録者数は90万人。

### 活動歴
- 2008年7月22日、ニコニコ動画にて活動開始[注釈 3]。
- 2009年7月5日、Twitterアカウント開設。
- 2015年、YouTubeへの投稿を開始。
- 2017年11月3日、誕生日にTwitterのフォロワーが100万人を突破。
- 2019年3月5日、YouTubeにてサブチャンネル『そらるの隠れ家』を開設。
- 2020年9月24日、YouTubeチャンネル登録者100万人を突破。
- 2021年1月23日、Youtubeサブチャンネル『そらるの隠れ家』のメンバーシップを開設。
- 2021年10月23日、バーチャルYouTuber事務所「merise（現Neo-Porte）」に運営として参加[7]。

## 人物
- 宮城県出身。
- 活動におけるイメージカラーは青。
- 社長とガゼルに憧れて歌ってみたの動画投稿を始めた[8]。
- 色白であるため「はんぺん」や｢焼く前のパン｣などに喩えられることがあった[9]。そのため、はんぺんを模した「はんぺんくん」がイメージキャラクターである。なお、本人ははんぺんは好きではない。
- 子供の頃に空手を8年、柔道を3年習っていた。いずれも黒帯の保持者である[10][11]。
- 趣味はゲーム。特に好きなのはドラゴンクエストシリーズである。
- YouTubeサブチャンネル『そらるの隠れ家』や、配信サイトのOPENREC.tv、Twitch等にて不定期にゲーム配信を行う。近年のプレイタイトルはスプラトゥーンシリーズ、ドラゴンクエストシリーズ、エーペックスレジェンズ、VALORANT、Minecraftのほか多数。
- 動物が好き。子供の頃に、メスの白猫の「うな」、二匹の犬「ポン」「コン」など、沢山の動物を飼っていた。「ポン」「コン」は東日本大震災により亡くなっている[12]。同人アルバム『アフターレインクエスト』に収録されている「poco」は2匹を題材にして書かれた楽曲である[13]。
- モンブランとチーズケーキが好き。
- 好きな食べ物は牛タン。嫌いな食べ物はグリンピース。
- 身長は176 cm。中学1年の頃は151 cmだった[14]。

## ディスコグラフィ
最高位は、オリコンウィークリーチャートに基づく。After the Rainとしてのリリースは#ディスコグラフィを参照。あすかそろまにゃーずとしてのリリースは#参加サークルを参照。

### シングル

#### 参加シングル
| 発売日        | タイトル                                          | 規格                 | 歌唱 | 備考                                                                                          |
| ------------- | ------------------------------------------------- | -------------------- | --- | --------------------------------------------------------------------------------------------- |
| 2021年4月7日  | ロールプレイングゲーム                            | デジタルダウンロード | そらる,まふまふ,うらたぬき,となりの坂田。                                                                 | そらる,まふまふ,うらたぬき,となりの坂田。からなるユニット「そらまふうらさか」のオリジナル楽曲 |
| 2021年4月7日  | エフピーエス                                      | デジタルダウンロード | そらる,まふまふ,うらたぬき,となりの坂田。                                                                 | そらる,まふまふ,うらたぬき,となりの坂田。からなるユニット「そらまふうらさか」のオリジナル楽曲 |
| 2021年4月7日  | 必殺のコマンド                                    | デジタルダウンロード | そらる,まふまふ,うらたぬき,となりの坂田。                                                                 | そらる,まふまふ,うらたぬき,となりの坂田。からなるユニット「そらまふうらさか」のオリジナル楽曲 |
| 2021年4月7日  | 能力引継ぎで乙女ゲーの世界に転生した件についてwww | デジタルダウンロード | そらる,まふまふ,うらたぬき,となりの坂田。                                                                 | そらる,まふまふ,うらたぬき,となりの坂田。からなるユニット「そらまふうらさか」のオリジナル楽曲 |
| 2021年7月28日 | ワールドドミネイション                            | デジタルダウンロード | 天月-あまつき-,あほの坂田。,あらき,Eve,un:c,うらたぬき,佐香智久,志麻,センラ,Sou,そらる,nqrse,まふまふ,luz | 『ひきこもりたちでもフェスがしたい！〜世界征服I＠メットライフドーム〜』テーマソング           |
| 2021年7月28日 | Secret Answer                                     | デジタルダウンロード | あらき,un:c,kradness,赤飯,そらる,nqrse,まふまふ,luz                                                       | 歌い手ユニット「XYZ」のオリジナル楽曲                                                         |
| 2021年7月28日 | CocktaiL                                          | デジタルダウンロード | あらき,un:c,センラ,そらる,nqrse,ピコ,まふまふ,luz                                                         | 歌い手ユニット「XYZ」のオリジナル楽曲                                                         |
| 2021年7月28日 | Finale                                            | デジタルダウンロード | あらき,un:c,センラ,そらる,nqrse,まふまふ,めいちゃん,luz                                                   | 歌い手ユニット「XYZ」のオリジナル楽曲                                                         |
| 2023年3月21日 | Streaming Now                                     | デジタルダウンロード | 或世イヌ,渋谷ハル,白雪レイド,そらる,天帝フォルテ,凪夢夛,緋月ゆい,まふまふ,水無瀬,夜絆ニウ                 | バーチャルYouTuber事務所｢Neo-Porte｣の0期生、1期生、オーナー陣によるオリジナル楽曲             |
| 2023年3月31日 | パーペキヒーロー                                  | デジタルダウンロード | 天月-あまつき-,un:c,Gero,少年T,そらる,超学生、となりの坂田。,まふまふ,luz                                 | -                                                                                             |
| 2023年10月3日 | ユウマガドキ (TV Size ver.)                       | デジタルダウンロード | そらるとりぶ                                                                                              | TVアニメ『ミギとダリ』オープニング主題歌                                                      |

### タイアップ
| 楽曲                  | タイアップ                                                                              | 時期   |
| --------------------- | --------------------------------------------------------------------------------------- | ------ |
| 絶望性:ヒーロー治療薬 | テレビアニメ『ダンガンロンパ 希望の学園と絶望の高校生 The Animation』エンディングテーマ | 2013年 |
| Bloody Waltz          | アーケードゲーム『スクール オブ ラグナロク』イヴォールのテーマソング                    | 2015年 |
| ENDLESS LONELINESS    | シチュエーションCD『渇望メソッド』主題歌                                                | 2015年 |
| HalfBlood             | スマホアプリ『HalfBlood-境界で揺れる恋』オープニングテーマ                              | 2016年 |
| Alone with you        | シチュエーションCD『渇望メソッド、梟は夜に哭く』主題歌                                  | 2017年 |
| エフピーエス          | スマホアプリ『荒野行動』1周年記念コラボソング                                           | 2018年 |
| 銀の祈誓              | テレビアニメ『ゴブリンスレイヤー』エンディングテーマ                                    | 2018年 |
| ユーリカ              | テレビドラマ『ゆうべはお楽しみでしたね』オープニングテーマ                              | 2019年 |
| アイフェイクミー      | 映画『賭ケグルイ』主題歌                                                                | 2019年 |
| Y学園へ行こう 8bit編  | テレビアニメ『妖怪学園Y 〜Nとの遭遇〜』エンディングテーマ                               | 2020年 |
| 青い蕾                | 漫画『アオのハコ』×『カルピス』コラボレーション テーマソング                            | 2022年 |
| ユウマガドキ          | テレビアニメ『ミギとダリ』オープニングテーマ                                            | 2023年 |
| ぼくにまる            | ドラマ『ぼさにまる』エンディングテーマ                                                  | 2023年 |
| fragment              | 『そらる』×『PILOT Juice up』タイアップソング                                           | 2023年 |
| ツギハギの翼          | テレビアニメ『2.5次元の誘惑』オープニングテーマ                                         | 2024年 |

### 参加CD
| 発売日         | 曲                                              | アーティスト                                                                      | アルバム名                                      | レーベル                   | 規格品番     | 備考                                                                                     |
| -------------- | ----------------------------------------------- | --------------------------------------------------------------------------------- | ----------------------------------------------- | -------------------------- | ------------ | ---------------------------------------------------------------------------------------- |
| 2010年5月5日   | -                                               | -                                                                                 | Canna Cinq～ある姫君と人形師の話～              | RITORNO                    | -            | アルス役（歌唱部分）で参加。                                                             |
| 2011年3月16日  | 蛍                                              | PENGUINS PROJECT feat. そらる                                                     | EXIT TUNES PRESENTS 神曲を歌ってみた 4          | EXIT TUNES                 | QWCE-186     | -                                                                                        |
| 2011年6月12日  | 鈍色空に花吹雪                                  | 仕事してP feat. そらる                                                            | Timbré                                          | Celo Project               | -            | -                                                                                        |
| 2011年6月15日  | ポーカーフェイス                                | ゆちゃP feat. そらる                                                              | EXIT TUNES PRESENTS イケメンボイスパラダイス 3  | EXIT TUNES                 | QWCE-00193   | -                                                                                        |
| 2011年6月15日  | 腐れ外道とチョコレゐト                          | ピノキオピー feat. そらる                                                         | EXIT TUNES PRESENTS イケメンボイスパラダイス 3  | EXIT TUNES                 | QWCE-00193   | -                                                                                        |
| 2011年9月7日   | 天ノ弱                                          | 164 feat. そらる                                                                  | EXIT TUNES PRESENTS 神曲を歌ってみた 5          | EXIT TUNES                 | QWCE-00198   | -                                                                                        |
| 2011年10月26日 | ナイモノネダリ                                  | そらる×ゆちゃ                                                                     | Trois Coloris                                   | FW                         | FFCO-37      | -                                                                                        |
| 2012年3月21日  | Blackjack                                       | ゆちゃP feat. しそ (しゃむおん×そらる)                                            | 春色ポートレート                                | EXIT TUNES                 | QWCE-00223   | -                                                                                        |
| 2012年4月25日  | クワガタにチョップしたらタイムスリップした      | 家の裏でマンボウが死んでるP feat.そらる                                           | My Colorful Confuse（アニメイト特典CD）         | ビクターエンタテインメント | VICL-63861   | 家の裏でマンボウが死んでるPのアルバム『My Colorful Confuse』アニメイトオリジナル特典CD。 |
| 2012年8月11日  | 初恋の絵本                                      | Last Note. feat. そらる                                                           | endless resist                                  | Last Note.                 | -            | HoneyWorksの曲のカバー。                                                                 |
| 2012年8月15日  | ノーナイデンパ                                  | YM feat. そらる                                                                   | EXIT TUNES PRESENTS 神曲を歌ってみた 6          | EXIT TUNES                 | QWCE-00240   | -                                                                                        |
| 2012年10月10日 | キミ依存症。                                    | LOLI.COM feat. そらる                                                             | コム生CD                                        | FLME                       | FLCF-4439    | -                                                                                        |
| 2012年10月17日 | セツナトリップ                                  | Last Note. feat. そらる                                                           | EXIT TUNES PRESENTS イケメンボイスパラダイス 5  | EXIT TUNES                 | QWCE-00249   | -                                                                                        |
| 2012年10月17日 | 夕暮れ先生                                      | 石風呂 feat. そらる                                                               | EXIT TUNES PRESENTS イケメンボイスパラダイス 5  | EXIT TUNES                 | QWCE-00249   | -                                                                                        |
| 2012年10月17日 | アカツキアライヴァル                            | Last Note. feat. しそ (しゃむおん×そらる)                                         | EXIT TUNES PRESENTS イケメンボイスパラダイス 5  | EXIT TUNES                 | QWCE-00249   | -                                                                                        |
| 2013年2月27日  | 僕の流れ星                                      | 佐香智久 feat. そらる                                                             | はじめまして。                                  | SME Records                | SECL-1285/6  | -                                                                                        |
| 2013年2月27日  | PROPMAN                                         | エンドウ. feat. そらる                                                            | 学園四想譚                                      | エレキ堂                   | -            | -                                                                                        |
| 2013年4月27日  | スキキライ (ギガP REMIX)                        | HoneyWorks feat. そらる×ろん                                                      | ハニワ曲歌ってみた3                             | HoneyWorks                 | -            | -                                                                                        |
| 2013年4月27日  | ロクベル                                        | HoneyWorks feat. そらる                                                           | ハニワ曲歌ってみた3                             | HoneyWorks                 | -            | -                                                                                        |
| 2013年4月27日  | 迷子ライフ                                      | ゆちゃP feat. そらる                                                              | QuaLia                                          | H×W                        | -            | TOKOTOKOの曲のカバー。                                                                   |
| 2013年4月27日  | 罰ゲーム                                        | ゆちゃP feat. そらる                                                              | QuaLia                                          | H×W                        | -            | くるりんごの曲のカバー。                                                                 |
| 2013年5月10日  | またあした                                      | ふわりP feat. そらる                                                              | EXIT TUNES ACADEMY BEST                         | EXIT TUNES                 | QWCE-00282   | -                                                                                        |
| 2013年6月12日  | 人生リセットボタン                              | kemu feat. そらる                                                                 | PANDORA VOXX REBOOT                             | NBCUniversal               | GNCA-1344    | -                                                                                        |
| 2013年6月12日  | イカサマライフゲイム                            | kemu feat. そらる                                                                 | PANDORA VOXX REBOOT                             | NBCUniversal               | GNCA-1344    | -                                                                                        |
| 2013年6月12日  | 敗北の少年                                      | kemu feat. そらる                                                                 | PANDORA VOXX REBOOT                             | NBCUniversal               | GNCA-1344    | -                                                                                        |
| 2013年6月12日  | リンカーネイション                              | kemu feat. まふまふ・そらる・天月・伊東歌詞太郎                                   | PANDORA VOXX REBOOT                             | NBCUniversal               | GNCA-1344    | -                                                                                        |
| 2013年6月12日  | 何でも無い朝に                                  | kemu feat. ピコ・歌和サクラ・Gero・そらる・まふまふ・ヲタみん・天月・伊東歌詞太郎 | PANDORA VOXX REBOOT                             | NBCUniversal               | GNCA-1344    | -                                                                                        |
| 2013年7月24日  | いーあるふぁんくらぶ                            | ギガP×おればなな feat. 96猫／そらる                                               | ぎがばなな・ざ・べすとNORISHIO味                | DWANGO                     | DGSA-10072   | みきとPの曲のカバー。                                                                    |
| 2013年7月24日  | Marimo -Super Full ver.-                        | ギガP×おればなな feat. そらる                                                     | ぎがばなな・ざ・べすとNORISHIO味                | DWANGO                     | DGSA-10072   | -                                                                                        |
| 2013年7月24日  | ギガンティックO.T.N                             | ギガP×おればなな feat. そらる                                                     | ぎがばなな・ざ・べすとNORISHIO味                | DWANGO                     | DGSA-10072   | -                                                                                        |
| 2013年7月24日  | cLick cRack                                     | ギガP×おればなな feat. ななひら／れをる／そらる／kradness／96猫                   | ぎがばなな・ざ・べすとNORISHIO味                | DWANGO                     | DGSA-10072   | -                                                                                        |
| 2013年8月7日   | 吉原ラメント                                    | おさむらいさん feat. そらる                                                       | 勝負前夜 吟風 ～歌い手盤～                      | EXIT TUNES                 | QWCE-00290   | 亜沙の曲のカバー。                                                                       |
| 2013年8月7日   | 独りんぼエンヴィー                              | おさむらいさん feat. そらる                                                       | 勝負前夜 吟風 ～歌い手盤～                      | EXIT TUNES                 | QWCE-00290   | 電ポルPの曲のカバー。                                                                    |
| 2013年9月4日   | 絶望性:ヒーロー治療薬                           | スズム feat. そらる                                                               | 絶望性:ヒーロー治療薬                           | NBCUniversal               | GNCA-0259    | -                                                                                        |
| 2013年9月4日   | 灰色少年ロック                                  | スズム feat. そらる                                                               | 絶望性:ヒーロー治療薬                           | NBCUniversal               | GNCA-0259    | -                                                                                        |
| 2013年9月4日   | 世界寿命と最後の一日                            | スズム feat. そらる                                                               | 絶望性:ヒーロー治療薬                           | NBCUniversal               | GNCA-0259    | -                                                                                        |
| 2013年9月4日   | 続・へたくそユートピア政策                      | スズム feat. そらる & ろん                                                        | 絶望性:ヒーロー治療薬                           | NBCUniversal               | GNCA-0259    | 150Pによるアレンジ。                                                                     |
| 2013年9月4日   | 過食性:アイドル症候群 -ギガP Remix-             | スズム feat. そらる & ろん                                                        | 絶望性:ヒーロー治療薬                           | NBCUniversal               | GNCA-0259    | ギガPによるリミックス。                                                                  |
| 2013年12月31日 | 透明エレジー                                    | PolyphonicBranch feat. そらる                                                     | wonder heart                                    | -                          | -            | n-bunaの曲のカバー。                                                                     |
| 2013年12月31日 | 今ちょっとだけ話題の神様                        | HoneyWorks feat. そらる                                                           | ハニワ曲歌ってみた4                             | HoneyWorks                 | -            | -                                                                                        |
| 2014年12月10日 | 恋愛裁判                                        | 40mP feat. そらる                                                                 | Upload feat.Vocalist                            | ビクターエンタテインメント | VICL-64259   | -                                                                                        |
| 2014年12月10日 | 教えて！ウィキペディアン                        | じーざす feat. そらる×ろん                                                        | Upload feat.Vocalist                            | ビクターエンタテインメント | VICL-64259   | -                                                                                        |
| 2015年3月4日   | 夜明けと蛍                                      | n-buna feat. そらる                                                               | #IVPB ～イケメンボイスパラダイスベスト～        | EXIT TUNES                 | QWCE-00441   | -                                                                                        |
| 2015年8月16日  | 革新的ヒロイズム                                | Last Note. feat. そらる×うらたぬき                                                | Finale                                          | Last Note.                 | -            | -                                                                                        |
| 2015年9月11日  | you                                             | そらる                                                                            | earnest.zero                                    | KnickKnackRecord           | -            | スタジオディーン40周年記念アルバム。                                                     |
| 2015年9月30日  | 世界を壊している                                | Neru feat. そらる                                                                 | マイネームイズラヴソング                        | NBCUniversal               | GNCL-1258    | 初回限定盤特典CDに収録。                                                                 |
| 2015年12月31日 | アセロラ                                        | TOKOTOKO feat. そらる                                                             | TYO見聞録                                       | 量産型西沢さん。           | -            | -                                                                                        |
| 2016年8月15日  | ゼンセイキバクダン                              | ぷす×そらる                                                                       | サマーライオット                                | ぷす                       | -            | -                                                                                        |
| 2016年12月31日 | 星座と魔法                                      | nqrse feat. そらる                                                                | NEGATIVE                                        | nqrse                      | -            | -                                                                                        |
| 2016年12月31日 | シオカラ節 -Bullshit Arrange-                   | サンダーボルトブラザーズ (buzzG feat. そらる & nqrse)                             | オレイロ                                        | Retriever Records          | -            | -                                                                                        |
| 2017年2月1日   | ENDLESS LONELINESS                              | そらる                                                                            | OTOMATE RECORDS Vocal Best                      | ティームエンタテインメント | KDSD-966     | -                                                                                        |
| 2017年2月1日   | Alone with you                                  | そらる                                                                            | OTOMATE RECORDS Vocal Best                      | ティームエンタテインメント | KDSD-966     | -                                                                                        |
| 2017年7月12日  | サガシモノ                                      | M2U feat. そらる                                                                  | DIVERSITY.                                      | Universal Music LLC        | UICY-15598/9 | -                                                                                        |
| 2017年8月11日  | メーベル                                        | おさむらいさん feat. そらる                                                       | おさむらいさんせれくしょんvol.8～唄ひて弾きて～ | -                          | -            | バルーンの曲のカバー。                                                                   |
| 2017年12月29日 | アルビノ                                        | buzzG feat. そらる                                                                | Tasogare Archive                                | Retriever Records          | -            | -                                                                                        |
| 2018年12月26日 | グッドナイトフォール (アコースティックアレンジ) | はるまきごはん feat. そらる                                                       | ネオドリームトラベラー                          | スタジオごはん             | SNCL-26      | アニメイト店舗購入特典CDに収録。                                                         |
| 2019年3月13日  | 生まれてはじめて                                | そらる                                                                            | Connected to Disney                             | Universal Music LLC        | UWCD-9004    | -                                                                                        |
| 2019年3月13日  | どこまでも ~How Far I'll Go~                    | そらる                                                                            | Connected to Disney                             | Universal Music LLC        | UWCD-9004    | -                                                                                        |
| 2019年3月13日  | 美女と野獣                                      | まふまふ、天月-あまつき-、96猫、そらる、うらたぬき、となりの坂田。                | Connected to Disney                             | Universal Music LLC        | UWCD-9004    | -                                                                                        |
| 2019年8月14日  | 言の葉カルマ                                    | れるりり feat.そらる・ろん                                                        | 言の葉プロジェクト ～詠唱集～                   | フロンティアワークス       | FFCG-0115    | れるりりの曲のカバー。                                                                   |
| 2021年11月24日 | グッバイ宣言                                    | Chinozo feat. りぶ×そらる                                                         | 「りぶ×そらる 未公開歌ってみた」1曲収録CD       | Flying Dog                 | -            | りぶのアルバム『MYLIST』と『PLAYLIST』をアニメイトで同時予約・購入するともらえる特典CD。 |
| 2022年3月30日  | 女の子になりたい                                | かいりきベア×そらる                                                               | ～転生～                                        | A-Sketch                   | AZCS-1105    | まふまふの楽曲のトリビュートアルバム。                                                   |
| 2022年3月30日  | ひともどき                                      | カンザキイオリ×そらる                                                             | ～転生～                                        | A-Sketch                   | AZCS-1105    | まふまふの楽曲のトリビュートアルバム。                                                   |
| 2022年8月13日  | 元生徒                                          | HoneyWorks feat. そらる                                                           | 告白実行委員会 -FLYING SONGS- 恋してる          | HoneyWorks                 | -            | -                                                                                        |
| 2025年5月14日  | グッバイ宣言                                    | Chinozo feat.りぶ×そらる                                                          | Ratimetia（初回限定盤特典CD）                   | Flying Dog                 | VTZL-254     | りぶのアルバム『Ratimetia』初回限定盤特典CD。                                            |
| 2025年5月14日  | シャンティ                                      | woaku feat.りぶ×そらる                                                            | Ratimetia（初回限定盤特典CD）                   | Flying Dog                 | VTZL-254     | りぶのアルバム『Ratimetia』初回限定盤特典CD。                                            |

## 参加サークル

### あすかそろまにゃーず
『あすかそろまにゃーず』は、そらる、ろん、スズム、MACCO、さいねによる同人サークルで、略称は、"あすにゃ"。
2011年5月1日にファーストアルバム"ユウアイスウ"をリリースし、活動開始。
当初は、そらる、ろん、スズム、MACCOの4人で活動していたが、セカンドアルバム"Hallows"の発売の際にさいねが加わり、以後5人での活動となる。
2015年10月、スズムの活動終了に伴い、無期限活動休止状態となった。 

## ライブ
After the Rain、そらまふうらさかとしての出演は#ライブを参照。

## 出演

### テレビ番組
- 関ジャム 完全燃SHOW（2022年2月20日、テレビ朝日）
- 夜光音楽スペシャル「ボカロフェス2022」（2022年5月5日、NHK）[24]

### 声優
- アトム ザ・ビギニング 第4話（2017年、学生1）
- Shadowverse（2020年、インパクトソルジャー）
- ぼさにまる 第69話〜第70話（2023年、ポピー役[25]）

### ゲームイベント
- オールスター大運動会＠代々木競技場 (2022年8月14日、東京都 国立代々木競技場 第一体育館)
- RAGE Apex Legends 2022 Summer (2022年8月27日、千葉県 幕張メッセ国際展示場9～11ホール)
- 配信者ハイパーゲーム大会 (2023年3月25日・26日、OPENREC.tv)
- 第2回配信者ハイパーゲーム大会 (2024年3月16日・17日、OPENREC.tv)
- 東京ゲームショウ2024(2024年9月29日、千葉県 幕張メッセ)

### DVD
- 『ひきこもりでも旅がしたい!〜大自然に放り出されたボクら・軽井沢編〜 』（2016年8月14日、班員役）
- 『ひきこもりでも旅がしたい! vol.2 〜タイムスリップ・年甲斐もなく高校生に戻った僕ら〜 』（2017年3月31日、風紀委員役）
- 『ひきこもりでも旅がしたい! vol.3 ～雨ニモ負ケテ風ニモ負ケテ・南の島沖縄編～』（2017年10月14日、班員役）
- 『ひきこもりでも旅がしたい! vol.6 ～家から飛び出せ、ひきこもり小隊!! 真夏のサバゲーキャンプ編～』（2019年12月20日、班員役）
- 『ひきこもりでも旅がしたい! 番外編〜そらまふの夏休み(冬)〜』（2021年12月11日）
- 『ひきこもりでもLIVEがしたい！～すーぱーまふまふわーるど2022＠東京ドーム～ 表』（2022年12月24日、シークレットゲスト）

### 雑誌
- 歌ってみたの本をまた作ってみた（2010年12月24日、ENTERBRAIN）ISBN 978-4047269743
- 2.5 Song MATE 2011年9月号（2011年8月16日、フールズメイト）
- 歌ってみたの本の4冊目を作ってみた（2011年9月30日、ENTERBRAIN）ISBN 978-4047276086
- 歌ってみたの本の7冊目を作ってみた（2012年6月2日、ENTERBRAIN）ISBN 978-4047281707
- 歌ってみたの本 別冊 exit tunes magazine（2012年10月1日、ENTERBRAIN）ISBN 978-4047284425
- 歌ってみたの本 January 2014（2013年11月30日、KADOKAWA）ISBN 978-4047293762
- 歌ってみたの本 July 2014（2014年5月31日、KADOKAWA）ISBN 978-4047297593
- 2.5 Song MATE 2015年4月号（2015年2月20日、フールズメイト）
- 歌ってみたの本 September 2016（2016年8月1日、KADOKAWA）ISBN 978-4047342620
- 事務員さん家のもてなし晩ごはん（2016年8月14日、事務員G）
- 歌ってみたの本 September 2017（2017年8月1日、KADOKAWA）ISBN 978-4047347359
- ミレニアルズ Autumn 2018（2018年9月12日、KADOKAWA）ISBN 978-4047353572
- 月刊ソングス 2018年12月号（2018年11月15日、ドレミ楽譜出版社）JAN 491-0058311286
- CUT No.402 2018年12月号（2018年11月19日、ロッキング・オン）JAN 491-0024731285
- JUNON(ジュノン) 2019年1月号（2018年11月22日、主婦と生活社）JAN 491-0013170194
- ROCKIN'ON JAPAN 2019年7月号（2019年5月30日、ロッキング・オン）JAN 491-0097970796
- ROCKIN'ON JAPAN 2019年9月号（2019年7月30日、ロッキング・オン）JAN 491-0097970994
- anan(アンアン) No.2180（2019年12月11日、若者文化）JAN 491-0204831293
- ダ・ヴィンチ 2021年8月号（2021年7月6日、KADOKAWA） JAN 491-0059870812
- ダ・ヴィンチ 2023年1月号（2022年12月6日、KADOKAWA） JAN 491-0059870133
- 花とゆめ 2023年10・11合併号 (2023年4月20日、白泉社)  JAN 491-0212330535
- 月刊ピアノ 2023年10月号 (2023年9月20日、ヤマハミュージックエンタテインメントホールディングス)  JAN 491-0076251038

## 書籍

### ピアノスコア
- ピアノ・ソロ そらる/ワンダー（2019年11月11日、ドレミ楽譜出版社）ISBN 978-4285149531

### 連載

#### 『小説 嘘つき魔女と灰色の虹』(著:そらる)
- ダ・ヴィンチ 2020年8月号（2020年7月6日、KADOKAWA）JAN 491-0059870805
- ダ・ヴィンチ 2020年10月号（2020年9月6日、KADOKAWA）JAN 491-0059871000
- ダ・ヴィンチ 2020年12月号（2020年11月6日、KADOKAWA）JAN 491-0059871208
- ダ・ヴィンチ 2021年2月号（2021年1月6日、KADOKAWA）JAN 491-0059870218
- ダ・ヴィンチ 2021年4月号（2021年3月6日、KADOKAWA）JAN 491-0059870416
- ダ・ヴィンチ 2021年6月号（2021年5月6日、KADOKAWA）JAN 491-0059870614
- ダ・ヴィンチ 2021年12月号（2021年11月6日、KADOKAWA）JAN 491-0059871215
- ダ・ヴィンチ 2022年3月号（2022年2月6日、KADOKAWA）JAN 491-0059870324

### 朗読劇
- 『嘘つき魔女と灰色の虹 前日譚』（2022年1月15日/16日、埼玉県 ところざわサクラタウン ジャパンパビリオンホールA)[26][27]

### 単行本
- 『小説 嘘つき魔女と灰色の虹』(著:そらる)（2022年11月22日、KADOKAWA）ISBN 978-4046810731

### 漫画原作

#### 『連載 嘘つき魔女と灰色の虹』
- 嘘つき魔女と灰色の虹（漫画：境井ラク、『ザ花とゆめ』2023年6月1日号 - 2025年6月1日号[28]） - 原作担当[29]

#### 『コミック 嘘つき魔女と灰色の虹』
- 嘘つき魔女と灰色の虹1（花とゆめコミックススペシャル）（漫画：境井ラク、2024年4月19日、白泉社） ISBN 978-4592230182 - 原作担当

### 特設
1. ↑  Single『銀の祈誓』特設サイト
2. ↑  Single『ユーリカ』特設サイト
3. ↑  アイフェイクミー先行配信のお知らせ
4. ↑  Album『ビー玉の中の宇宙』特設サイト
5. ↑  Album『ワンダー』特設サイト
6. ↑  Album『ゆめをきかせて』特設サイト
7. ↑  Album『ユメトキ』特設サイト
8. ↑  Album『夢見るたまごの育て方』特設サイト
9. ↑  そらる New Mini Album『創空とメルヒェン讃歌』特設サイト
10. ↑  Album『リバース・イン・ワンダーランド』特設サイト